# Chiesa di San Sisto (Sassari)
La chiesa di San Sisto è un edificio di culto di Sassari, sede della parrocchia di San Donato e San Sisto. Sorge nell'omonima via del centro storico.

## Storia e descrizione
Menzionata la prima volta nel 1278, anno della fondazione delle prime cinque parrocchie cittadine, venne ricostruita nel 1848, per volere dell'arcivescovo Varesini, nelle attuali forme neoclassiche, ad opera dell'architetto Angelo Maria Piretto. L'edificio si presenta all'esterno con una semplice facciata, costituita dal timpano triangolare, retto da due coppie di lesene. L'interno è costituito da un'unica navata, voltata a botte, con tre cappelle per lato. Gli arredi risalgono all'età moderna, fatta eccezione per l'altare maggiore, l'altare della seconda cappella a sinistra e il pulpito, ottocenteschi. Le pareti sono ornate dagli affreschi del sassarese Costantino Spada, che raffigurano l'Ultima Cena, la Vergine Immacolata e il Martirio di San Sisto. La statua del titolare, collocata vicino al pulpito, è settecentesca.
Dalla chiesa di San Sisto proviene il crocifisso in legno policromo, a grandezza naturale, del XIII secolo, attualmente custodito nella Pinacoteca Nazionale di Sassari.